# 플랩

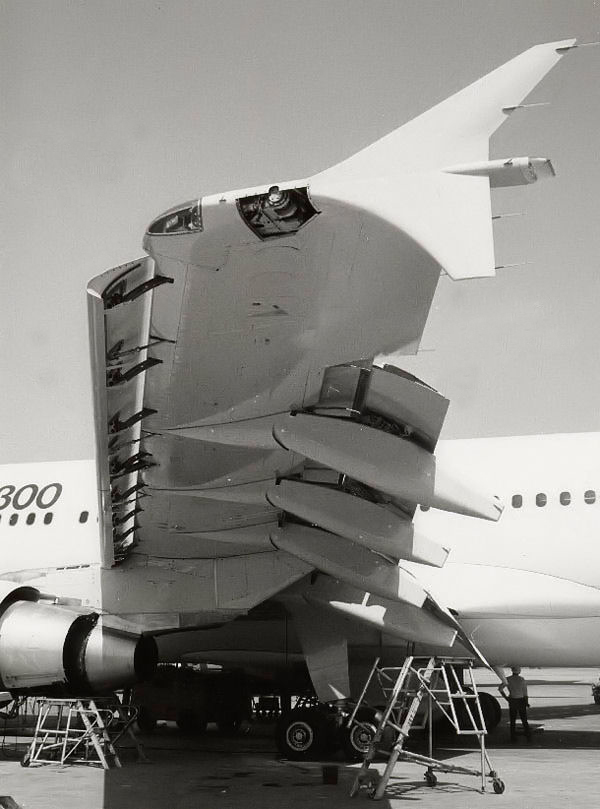
항공기의 플랩과 슬랩

플랩(flap)은 항공기의 주날개 뒷전에 장착되어 주날개의 형상을 바꿈으로써 높은 양력을 발생시키는 장치로, 고양력장치의 일종이다. 플랩과 마찬가지의 기능을 하나, 주날개의 앞전에 장착되는 것을 슬랫(slat)이라고 한다.

## 배경
항공기는 엔진이 발생시키는 추력과 이 추력에 의해 주날개에서 발생하는 양력에 의해 공중에 뜨게 된다. 양력은 커다란 추력 또는 주날개의 형상에 의해 그 크기가 달라질 수 있다. 그런데, 높은 양력을 만들어 내는 주날개 형상은 항력을 발생시킨다. 높은 항력은 그 항공기가 비행하기 위해서 커다란 추력을 가질 것을 요구하게 되고, 이는 곧 엔진의 효율성 저하로 이어지는 모순에 다다르는 것이다. 따라서, 항공기의 주날개 형상은 그 항공기에 요구되는 적당한 양력과 항력을 절충하는 선에서 설계된다.
그런데, 이·착륙시에는 특히 낮은 속도에도 불구하고 항공기가 큰 양력을 가질 것이 요구된다. 이륙시에는 랜딩 기어와 지면의 마찰로 높은 속도를 내기가 어려우며, 착륙시에는 낮은 속도로 활주로에 접근할수록 안전한 랜딩이 가능해지기 때문이다. 따라서, 이·착륙(take off,landing)시와 같이 특히 높은 양력이 요구되는 경우에만 주날개의 형상을 변화시켜 커다란 양력을 발생시킬 수 있다면 바람직할 것이다.

## 플랩의 기능 및 사용

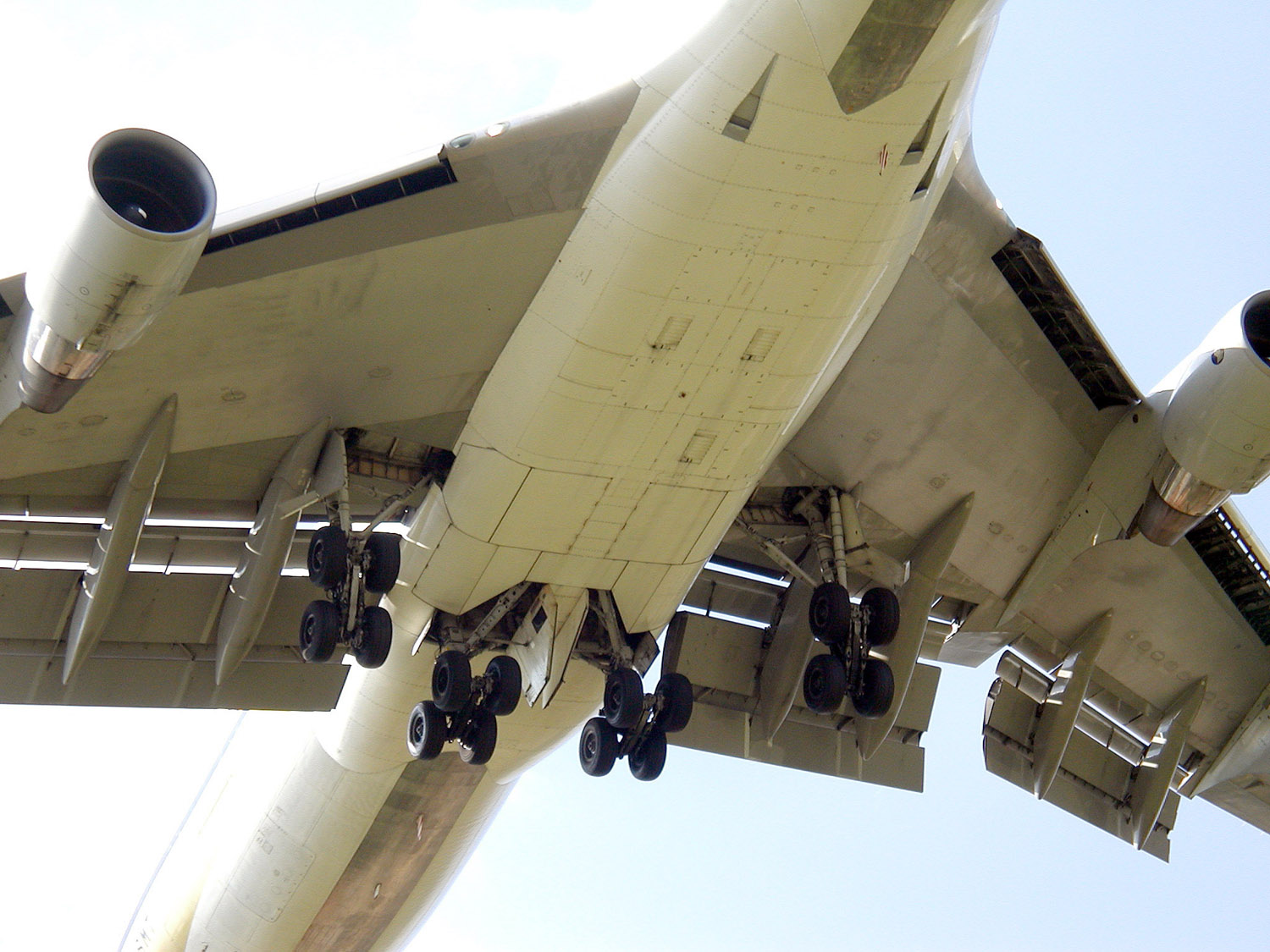
보잉 747이 영국 런던의 히드로 공항에 착륙하기 위해 플랩을 완전히 전개한 모습. 복잡한 다단계 구조의 플랩이다.

플랩은 주날개에 장착되어 주날개의 형상을 변화시키는 효과를 만들어낸다. 플랩이 전개됨으로써 날개의 형상이 변한다. 예컨대 날개 뒷면에서 플랩이 미끄러져 나와 전개됨으로써 주날개의 면적과 받음각이 커지는 효과가 발생하고, 이에 따라 주날개는 플랩이 전개되지 않았을 때에 비해 커다란 양력을 발생시켜 항공기가 낮은 속도에서도 안전하게 비행할 수 있게 해준다. 낮은 속도에서 충분한 양력을 발생시켜주는 플랩의 이러한 특징으로 인해, 항공기들은 이·착륙시에 플랩을 전개하게 된다.
그러나, 플랩은 양력을 증대시키는 순기능을 가진 반면 항력 또한 증대시키는 역기능을 가지고 있다. 따라서 충분한 추력이 발생하여, 추력만으로도 충분한 양력이 발생되는 항공기의 순항 도중에는 고속과 효율성 증대를 위해 플랩을 전개하지 않는다. 또한 전개된 플랩을 지지하는 구조물의 내구성이라는 측면에서도, 고속 비행 중의 공기의 저항은 플랩 구조물의 붕괴를 가져올 수 있다. 따라서, 플랩의 파손을 막기 위해 일정한 속도 이상에서 조종사는 반드시 플랩을 접어야 한다.
이론상으로는 플랩의 구조가 다단계이고 복잡할수록 그 효율이 뛰어나다고 한다. 그러나, 실제로는 플랩의 구조가 복잡해질수록 그 중량이 늘어나 비행의 효율을 떨어뜨리게 된다. 따라서, 항공기의 설계 과정에서는 플랩의 복잡성에서 얻어지는 효율성과 무거운 플랩의 비효율성을 절충하여 플랩의 구조를 결정하게 될 것이다. 대체로 대형 항공기일수록 복잡한 구조의 플랩을 가지고 있고, 소형의 것일수록 간단한 구조의 플랩을 가지고 있다.

## 같이 보기
- 플래퍼론(Flaperon)
- 보조익(Aileron)